# Myokardszintigrafie
Die Myokardszintigrafie (MSZ) oder Myokardperfusionsszintigrafie (MPS), kurz auch Herz-Szinti, ist ein nuklearmedizinisches Untersuchungsverfahren, das je nach Durchführung Informationen über die Durchblutungs-Verhältnisse, die Vitalität und die Funktion des Herzmuskels (Myokard) liefert.

## Indikationen
Häufigste Indikationen zur Myokardszintigrafie sind:
- der Verdacht auf das Vorliegen einer koronaren Herzkrankheit (KHK) bei mittlerer klinischer Wahrscheinlichkeit.
- die Frage der hämodynamischen Relevanz von Stenosen bei bekannter KHK
- die Differenzierung zwischen Narben und reversiblen Ischämien des Herzmuskels vor und nach revaskularisierenden Interventionen (PTCA, Koronararterienbypass)

Selten wird die Myokardszintigrafie zur Bestimmung der linksventrikulären Pumpfunktion des Herzens (Herzzeitvolumen) verwendet.

### Kontraindikationen
Eine Schwangerschaft gilt mit wenigen Ausnahmen als absolute Kontraindikation für nuklearmedizinische Untersuchungen, Stillzeit als relative Kontraindikation. Nach einer Myokardszintigrafie mit 99mTechnetium soll die Stillende für 48 Stunden die Milch abpumpen und verwerfen. Nach einer Untersuchung mit 201Thallium muss wegen der langen biologischen Halbwertszeit abgestillt werden.
Für die Stress-Untersuchung sind die Kontraindikationen (zum Beispiel frischer Myokardinfarkt, dekompensierte Herzinsuffizienz oder höhergradige Aortenklappenstenose) und Abbruchkriterien (zum Beispiel Erreichen der altersabhängigen Zielhöhe der Herzfrequenz, bestimmte EKG- oder Blutdruckveränderungen) der Ergometrie oder der pharmakologischen Belastung zu beachten. Die Leitlinien fordern das Bereithalten einer Notfallausrüstung, zum Beispiel eines Defibrillators.

## Alternativen
Als Alternativen zur Myokardszintigraphie stehen für einige Fragestellungen die Computertomographie des Herzens, das Herz-MRT, die Kontrastechokardiografie und die Koronarangiographie zur Verfügung.

## Durchführung

### Thalliumchlorid
201Tl-Thallium(I)-chlorid wird über eine Natrium/Kalium-ATPase aktiv in Herzmuskelzellen angereichert.
Die Untersuchung soll bei nüchternem Patienten erfolgen. Zur Vorbereitung werden je nach Fragestellung unter Umständen Medikamente, die die Perfusion der Koronararterien beeinflussen (z. B. Calciumantagonisten oder Betablocker), einige Tage zuvor abgesetzt.
Der Patient wird dann zunächst durch eine Ergometrie oder pharmakologisch (z. B. mit Adenosin, Dipyridamol oder Dobutamin) belastet. Das Nuklid wird kurz vor Ende der Belastung intravenös injiziert, meist etwa 70 MBq 201Thallium (entspricht etwa 10−4 bis 10−7 g). Etwa 5 bis 6 % der Aktivität werden im Myokard angereichert, der Rest verteilt sich vorwiegend auf die beanspruchte Skelettmuskulatur, Nieren, Leber und Magen-Darm-Trakt. Direkt im Anschluss an die Injektion erfolgen die ersten Aufnahmen („Stress“) in SPECT-Technik. Nach etwa drei bis vier Stunden, in denen der Patient weiter nüchtern bleiben soll, werden ohne zweite Injektion eines Radiopharmakons erneut Aufnahmen ebenfalls in SPECT-Technik angefertigt („Ruhe“). In der Zwischenzeit hat eine Redistribution (Umverteilung) zwischen den verschiedenen Organen stattgefunden.

### Technetium-Verbindungen
Es wurden 99mTc-Tracer zur Myokard-Bildgebung mittels SPECT entwickelt, darunter die Produkte Sestamibi/Cardiolite® und Tetrofosmin/Myoview®.

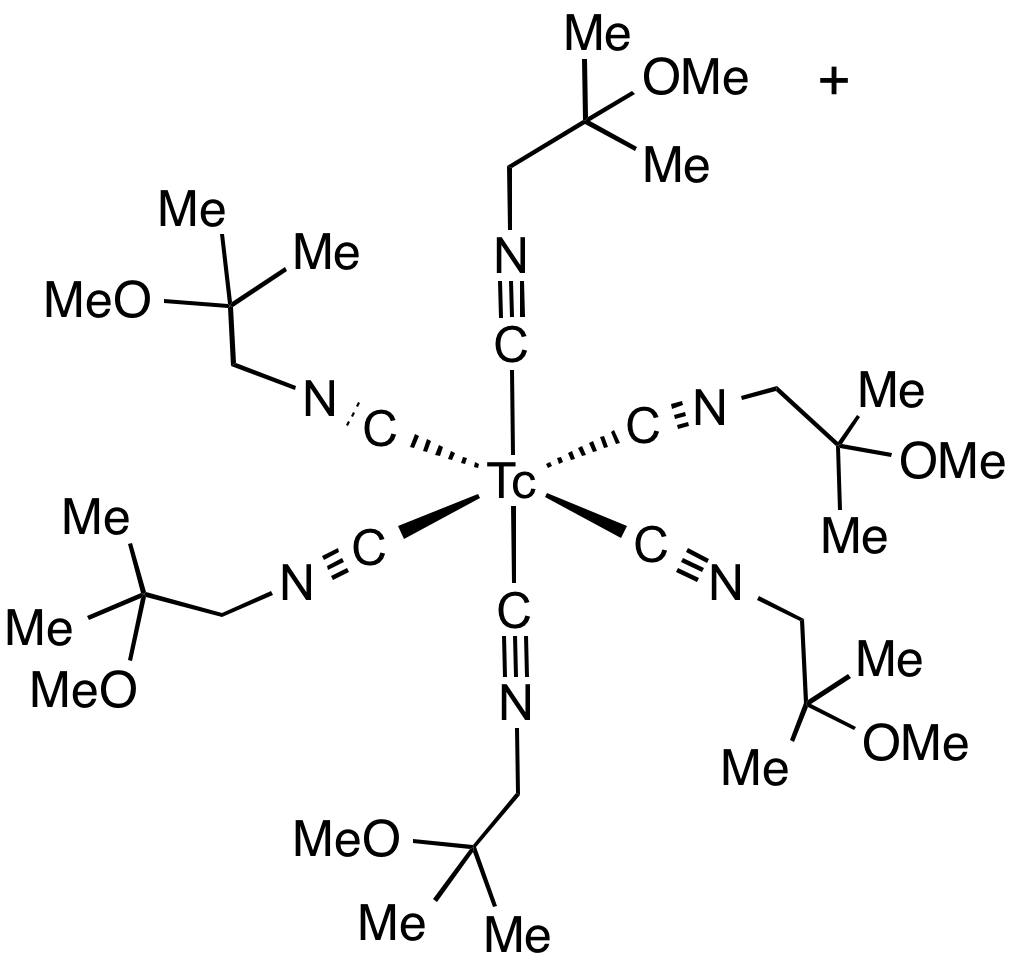
Komplex aus sechs Molekülen 2-Methoxyisobutyl-isonitril (MIBI) und Technetium als Liganden im Zentrum

In Cardiolite® enthält der Komplex sechs Moleküle 2-Methoxyisobutyl-isonitril (MIBI) als Liganden um das Tc-Zentralatom. Der Komplex ist stark lipophil und wird passiv durch Diffusion in die Herzmuskelzelle aufgenommen.
Die Injektion von 250 bis 500 MBq 99mTechnetium-MIBI (Cardiolite®) erfolgt wie bei der Untersuchung mit Thallium unter Belastung.
Im Gegensatz zur Untersuchung mit Thallium erfolgen die Stress-Aufnahmen nicht sofort, sondern nach einer Pause von etwa einer Stunde. In dieser Zeit soll der Patient eine Reizmahlzeit (fett- und eiweißreich) einnehmen. Diese dient der Sekretion der Gallenflüssigkeit und der Stimulation des Magens und bewirkt eine bessere Bildqualität.
Die Ruhe-Aufnahmen erfolgen mit 250 bis 750 MBq frühestens nach drei Stunden, am besten sogar erst nach ein bis zwei Tagen, da dann eine geringere Aktivität appliziert werden kann.
Als weiterer Tracer steht 99mTechnetium-Tetrofosmin (Myoview®) zur Verfügung. Das Untersuchungsprotokoll weicht nur gering von dem der Untersuchung mit MIBI ab.

### PET-Tracer
Die Herzdurchblutung wird mittels Positronenemissionstomografie in Ruhe und unter Belastung mit jeweils 1100 MBq 15O-Wasser, 555 MBq 13N-Ammoniak oder 1850 MBq 82Rb-Rubidiumchlorid gemessen, vor allem bei übergewichtigen Patienten (wegen der genaueren Schwächungskorrektur), bei jüngeren Patienten (wegen der durch die kurzen Halbwertszeiten bedingten geringen Strahlenbelastungen) und (wegen der absoluten Quantifizierung) bei ausgeglichenen Mehrgefäßerkrankungen. Die Vitalitätsfrage wird gegebenenfalls mit 370 MBq 18F-2-deoxy-2-fluoro-D-glucose (FDG) beantwortet.

### Herzphasengetriggerte Aufnahmen
Herzphasengetriggerte SPECT-Aufnahmen erlauben die Analyse von Herzwanddickenzunahme während des Herzzyklus und von regionalen Wandbewegungsstörungen, sowie die Bestimmung der Ejektionsfraktion. Bestimmte Herzrhythmusstörungen, wie die Arrhythmia absoluta, verhindern die Gewinnung herzphasengetriggerter Daten.

## Interpretation
Die Verteilung des Radionuklids wird qualitativ (visuell) und semiquantitativ im Vergleich zur Verteilung in einem Normal-Kollektiv beurteilt. Dreidimensionale Auswertungen sind möglich, ebenso statistische Analysen der Wandverdickung, der Wandbeweglichkeit und der Pumpfunktion, wenn herzphasengetriggerte Aufnahmen angefertigt werden konnten. Zudem kann durch die Aufnahme von Videosequenzen die Myokardkontraktilität visuell mitbeurteilt werden.
Im Normalbefund reichern alle Abschnitte des Herzmuskels des linken Ventrikels sowohl im Vergleich untereinander, als auch im Vergleich zwischen Stress- und Ruhe-, beziehungsweise Redistributions-Aufnahmen gleichmäßig das Nuklid an, es finden sich keine regionalen Wandbewegungsstörungen. Der rechte Ventrikel reichert normalerweise nur minimal Aktivität an.
Abschnitte des Herzmuskels, die in den Stress-Aufnahmen weniger Aktivität anreichern als in den Ruhe-Aufnahmen, werden als belastungsinduzierte Ischämie interpretiert. In beiden Aufnahmen nachweisbare Speicherdefekte weisen auf eine Narbe des Myokards, beispielsweise nach einem Myokardinfarkt hin. Beide Befunde können mit gewissen Einschränkungen den Bezirken einzelner Koronararterien(-äste) zugeordnet werden.

### Transitorische ischämische Dilatation (TID-Index)
Ist das gemessene Volumen der linken Hauptkammer nach Belastung relevant größer als in Ruhe, so deutete dies auf eine
- belastungsinduzierte Herzleistungsminderung bei
  - Herzschwäche und / oder bei
  - ausgeprägter Durchblutungsstörung (Mehrgefäßerkrankung) oder auf eine

- Minderdurchblutung der Herzinnenhaut (subendokardiale Ischämie)

hin. Bei Verwendung eines mit Tc-99m- oder Tl-201-Radiopharmaka wird ein TID-Index > 1,12 als pathologisch bewertet.

## Strahlenexposition
Die Untersuchung mit 74 MBq 201Thalliumchlorid verursacht eine Strahlenexposition von etwa 16 mSv (effektive Äquivalentdosis), die Untersuchung mit 740 MBq 99mTechnetium-MIBI von etwa 7 mSv. Mit 13N-Ammoniak kommen 2,4 mSv (Effektive Dosis), mit 15O-Wasser 2,5 mSv, mit 18F-Fluordesoxyglucose 7 mSv und mit 82Rb-Rubidiumchlorid 13,5 mSv zustande.
In Deutschland wurden 2005 etwa drei Viertel aller Untersuchungen mit Technetium durchgeführt.